# Venable
El venable o dardell és una arma llancívola enastada, a manera de dard o de llança petita.
El venable consisteix en una vareta de ferro rodona i prima, que acaba en un ferro en forma de fulla de llorer d'un pam o més de llarg. Hi ha venables destinats a la guerra i uns altres per a la caça o munteria. Aquests darrers es distingien per tenir prop del mànec una creu amb un puny i un pom a manera de les antigues dagues.
Els venables es llançaven a força de braç sense ajuda d'arc, encara que durant el Paleolític, i probablement després, van ser usats mitjançant propulsors. Aquests eren peces de fusta, os o asta d'uns 30 cm que permetien d'allargar el braç palanca i així augmentar la distància d'abast del venable.